# Керкховен (город, Миннесота)
Керкховен (англ. Kerkhoven) — город в округе Суифт, штат Миннесота, США. На площади 1,9 км² (1,9 км² — суша, водоёмов нет), согласно переписи 2002 года, проживают 759 человек. Плотность населения составляет 395,2 чел./км².
- Телефонный код города — 320
- Почтовый индекс — 56252
- FIPS-код города — 27-32876 [1]
- GNIS-идентификатор — 0646118